# Xerxész (opera)
A Xerxész, azaz Serse Georg Friedrich Händel 1738-ban írt, háromfelvonásos, olasz nyelvű operája, amelynek szövegkönyvét Silvio Stampiglia nyomán ismeretlen szerző írta. Az operát 1738-ban mutatták be a londoni King’s Theatre-ben. Az operában hangzik fel Händel leghíresebb operaáriája, az Ombra mai fù, de Largo néven is szokták említeni. Magyarországon gyakrabban használják az opera Xerxész címét, de az eredeti olasz címe Serse.

## A mű keletkezése
A londoni Nemesség Operája 1737-ben megszűnt, és ezzel Händel megszabadult a számára nagy gondot okozó rivális társulattól. A súlyos anyagi gondokkal küzdő zeneszerzőnek életszükséglet volt egy új, sikeres opera bemutatása. Visszaköltözött felszabadult régi színházába, a Haymarketen fekvő King’s Theatre-be. Az 1737–38-as szezonban első bemutatója a Faramondo lett volna, de II. György király felesége, Karolina elhunyt, és emiatt csak 1738 január 3-án nyithatta meg a színházat (közben még a gyászzenét is megírta). A Faramondo nehezen érthető opera volt, gyakorlatilag megbukott. Ezért újabb bemutatóra volt szükség. A Sersét Händel 1737 vége felé kezdte írni. Az első felvonással december 26. és január 9. között készült el, a második január 25-én-én, a harmadik pedig február 6-án, végül az utolsó simításokat február 14-ére végezte el. A Serse története Silvio Stampiglia egy korábbi, azonos című operáján alapult, de a librettista személye ismeretlen. A mese i. e. 480 körül játszódik, és távolról kötődik I. Xerxész perzsa király életéhez.

## Szereplők
| Szereplő                           | Hangfekvés                                                                   | A bemutató énekese            |
| ---------------------------------- | ---------------------------------------------------------------------------- | ----------------------------- |
| Xerxész (Serse), perzsa király     | mezzoszoprán, kontraalt vagy kontratenor (eredetileg kasztrált mezzoszoprán) | Caffarelli (Gaetano Majorano) |
| Arsamene, Serse fivére             | mezzoszoprán                                                                 | Maria Antonia Marchesini      |
| Amastre, Serse jegyese             | kontraalt                                                                    | Antonia Merighi               |
| Romilda, Arsamene szerelme         | szoprán                                                                      | Elisabeth Duparc              |
| Atalanta, Romilda húga             | szoprán                                                                      | Margherita Chimenti           |
| Ariodate, Romilda és Atalanta apja | basszus                                                                      | Antonio Montagnana            |
| Elviro, Arsamene szolgája          | basszus                                                                      | Antonio Lottini               |

## Cselekmény

### Első felvonás
Xerxész (Serse) perzsa király kedvenc platánfája árnyékában hűsöl, amikor megjelenik Arsamene, a testvére, aki Romildát, a kedvesét keresi. Xerxész is felfigyel a lány távolból érkező hangjára, és felébreszti az érdeklődését iránta – hiába bizonygatja a fivére, hogy a lány alacsony származású, ezért nem is érdemes a figyelmére. Arsamene felkeresi Romildát, és elmondja neki a király tervét. A történetet hallja Atalanta, Romilda húga is, aki örül a fejleménynek, mert titokban ő is szerelmes Arsamenébe. Xerxész feleségül akarja venni Romildát, Arsamene mindhiába tiltakozik, sőt a király még száműzi is testvérét. Ekkor Amastre, Xerxész jegyese lép akcióba: férfinak öltözve próbálja kideríteni a fejleményeket.

### Második felvonás
Arsamene szolgájával, a virágárusnak öltözött Elviróval szerelmeslevelet küld Romildának, ami azonban Atalantához kerül. Ezt a lány megmutatja Xerxésznek, és azt mondja, hogy Arsamene a levelet neki írta. Xerxész örül ennek, és össze akarja boronálni Atalantát és Arsamenét. Emellett a levelet megmutatja Romildának, mint Arsamene hűtlensége bizonyítékát. A lány nem hisz neki, ezért Xerxész erőszakhoz folyamodna, de a férfinak öltözött Amastre segítséget ajánl a lány számára a király ellenében.

### Harmadik felvonás
Romilda számon kéri Atalantán, miért állította a leveléről, hogy az neki szólt. A válasz szerint ez azért történt, hogy ezzel is védje Romildát Xerxésztől. Xerxész eközben álruhát ölt, és saját hírnökeként közli Romilda apjával, Ariodatével, hogy a király másnap feleségül veszi a lányát. Arsemene azonban megtudva ezt, az apa segítségével azonnal házasságot köt Romildával. Az esküvőjére érkező Xerxész dühében elfogató parancsot ad ki Ariodate ellen. Amastre, Xerxész jegyese öngyilkossággal fenyegetőzik, mire a király egy kardot ad neki, hogy adja át Arsamenének azzal a királyi paranccsal, hogy ölje meg feleségét. Amastre át is veszi a kardot, ám azt Xerxész ellen fordítja. A király bűnbánatot tanúsít, áldását adja fivére házasságára és feleségül kéri Amastrét.

## A mű színpadra állítása
A Serse 1738. február közepére készült el. Bemutatójára Händel régi színházában, a King’s Theatre-ben került sor 1738. április 15-én. Händel nagy várakozással tekintett a bemutató elé, de csalatkoznia kellett, az opera megbukott. Ezt követően ez a Händel-opera is elfelejtődött mintegy kétszáz évre, csak a 20. század-eleji nagy Händel-reneszánsz idején mutatta be Oscar Hagen 1924. július 5-én, Göttingenben, majd 1926-ban 15 német városban legalább kilencvenszer játszották el.  Ezzel elindult az opera világsikere. A Serse a Giulio Cesaréval együtt a legnépszerűbb Händel-operák közé tartozik. A sajátos hangvételű cselekmény nagy lehetőségeket kínál az operarendezők számára, ezért napjainkban is számos operatársulat repertoárján szerepel. 2009 tavaszán a Budapesti Operaház is műsorára tűzte, Kovalik Balázs rendezésében. 2017 májusában pedig a Pécsi Tudományegyetem Művészeti Kar Zeneművészeti Intézetének hallgatói adták elő a pécsi Kodály Központban, Hábetler András rendezésében.

## A zenéről
A Serse rendkívül hosszú opera: eredeti előadása több mint három órát vett igénybe. A korabeli közönség nem is fogadta kegyeibe, a divat ugyanis megváltozott, eljárt az idő a bonyolult meséjű, nehezen követhető antik témák fölött. Nem véletlen, hogy két olyan szatirikus opera is született abban az időben, amelyek a Händel nevével (is) fémjelzett olasz operastílust figurázta ki: a Koldusopera (Gay) és A wantley-i sárkány. Pedig ebben az operában hangzik fel az egész operairodalom egyik legszebb áriája, a Xerxész által énekelt Ombra mai fù, vagy Largo (ami valójában larghetto). Emellett az opera igen változatos: megtalálhatók benne a bravúros da capo áriák (például a Più che penso, vagy a Crude furie) és szellemes színpadi jelenetek váltogatják egymást (például a Gran pena e gelosia, amit Xerxész és Amastre énekel úgy, hogy nem sejtik, hogy a másik is jelen van, gondolataik mégis összecsengenek). A komoly téma mellett megjelenik az irónia, sőt a vaskos komikum is.
A händeli zenekar összetétele és létszáma mai szemmel meglehetősen szerénynek tűnik: két fuvola, két oboa, két kürt, trombita, három hegedű, mélyhegedű és basso continuo. A zenekar mellett szoprán, alt, tenor és basszus összetételű kórus működik közre.

## Az opera áriái és más számai
A bevezető recitativo (Frondi tenere) és az Ombra mai fù Enrico Caruso előadásában.
- Nyitány

| Első felvonás - Frondi tenere e belle – recitativo (Serse) - Ombra mai fù di vegetabile – ária (Serse) - Siam giunti, Elviro – recitativo (Arsamene, Elviro) - Sinfonia (zenekar) - Sento un soave concente – recitativo (Arsamene, Elviro) - O voi che penate! – arioso és recitativo (Romilda, Arsamene, Elviro, Serse) - Un Serse mirate – arioso (Romilda) - Arsamene. Mio Sire? Udite? – recitativo (Serse, Arsamene) - Va godendo vezzoso e bello – ária (Romilda) - Quel canto a un bel amor – recitativo (Serse, Arsamene) - Io le diro che l’amo / Tu le dirai che l’ami – ária (Serse / Arsamene) - Arsamene! Romilda, oh Dei, pavento – recitativo (Romilda, Arsamene, Atalanta) - Si, mio ben, io vivo per te sol – ária (Atalanta) - Presto, Signoe, vien Serse – recitativo (Elviro, Arsamene) - Come, qui, Principessa – recitativo (Serse, Romilda, Arsamene, Elviro) - Meglio in voi col mio partire – ária (Arsamene) - Bellissima Romilda, eh! non celate – recitativo (Serse) - Di tacere e di schernirmi, ah! crudel – ária (Serse) - Aspide sono – recitativo (Romilda) - Ne men con l’ombre d'infedelta – ária (Romilda) - Se cangio spoglia, non cangio core – ária (Amastre) - Pugnammo, amici – recitativo (Ariodate, Amastre) - Gia la tromba, che chiamo (kórus) - Ecco Serse, o che volto – recitativo (Amastre, Serse, Ariodate) - Soggetto al mio volere, gl’astri non voglio, no – ária (Ariodate) - Queste vittorie, io credo – recitativo (Serse, Amastre) - Più che penso alle fiamme del core – ária (Serse) - Eccoti il foglio Elviro – recitativo (Arsamene, Elviro) - Signor, lasciate far a me – arietta (Elviro) - Non so se sia la speme, che mi sostiene in vita – ária (Arsame) - Tradir di reggia sposa – recitativo (Amastre) - Sapra delle mie offese ben vendicarsi il cor – ária (Amastre) - Al fin sarete sposa – recitativo (Atalanta, Romilda) - Se l’idol mio rapir mi vuoi – ária (Romilda) - Per rapir quel tesoro – recitativo (Atalanta) - Un cenno leggiadretto, un riso vezzosetto – ária (Atalanta) | Második felvonás - Speranze mie fermate, non mi lasciate ancor – arioso (Amastre) - Ah! chi voler fiora di bella giardina – arietta (Elviro) - E chi di rebbe mai, ch’io sono Elviro? – recitativo (Elviro, Amastre) - Or che siete speranze tradite – ária (Amastre) - Quel curioso e partito – recitativo (Elviro) - A piangere ogn’ ora Amor mi destina – arioso és recitativo (Atalanta, Elviro) - Ah! tigre infedele, cerasta crudele cerasta – arietta (Elviro) - Parti; il Re s'avvicina. Ah! chi voler fiori – recitativo (Atalanta, Elviro) - Conquesto foglio mi faro contenta – recitativo (Atalanta) - E tormento troppo fiero l’adorar cruda belta – arioso (Serse) - Di quel foglio, Atalanta – recitativo (Serse, Atalanta) - Dira che amor per me piagato il cor non gli ha / Dira che non m’amo, che mai per me langu – ária (Atalanta) - Voi quel foglio lasciate a me per prova – recitativo (Serse, Atalanta) - Ingannata Romilda! – recitativo (Serse, Romilda) - L’amerete? L'amero – duett (Romilda, Serse) - Se bramate d’amar, chi vi sdegna – ária (Serse) - L’amero? non fia vero – recitativo (Romilda) - E gelosia quella tiranna – ária (Romilda) - Gia che il duol non m’uccide – recitativo (Amastre, Elviro) - Anima infida, tradita io sono, vien tu m’uccida – ária (Amastre) - E pazzo affe! Elviro – recitativo (Elviro, Arsamene) - Quella che tutta fe per me languia d’amore – ária (Arsamene) - La virtute sol potea (kórus) - Ariodate! Signore. Del mare ad onta – recitativo (Serse, Ariodate) - Per dar fine alla mia pena, chi mi svena, per pieta! – arioso (Arsamene) - Arsamene, ove andate? – recitativo (Serse, Arsamene) - Si, la voglio e la ottero – ária (Arsamene) - V’inchino, eccelso Re – recitativo (Atalanta, Serse) - Voi mi dite che non l’ami – ária (Atalanta) - Saria lieve ogni doglia – recitativo (Serse) - Il core spera e teme penando ogn’or cosi – ária (Serse) - Me infelice, ho smarrito il mio padrone! – recitativo (Elviro) - Del mio caro baco amabile – ária (Elviro) - Gran pena e gelosia per altri io son sprezzato – duett (Serse, Amastre) - Aspra sorte! Empie stelle! – recitativo (Serse, Amastre) - Romilda, e sara ver – recitativo (Serse) - Val piu contento core – arietta (Romilda) - Vuo, ch’abbian fine – recitativo (Serse, Romilda, Amastre) - La fortuna la vita, e l’esser mio – recitativo (Amastre, Romilda) - Chi cede al furore di stelle rubelle amante non e – ária (Romilda) | Harmadik felvonás - Sinfonia (zenekar) - Sono vani i pretesti – recitativo (Arsamene, Romilda) - Ahi! Scoperto e l’inganno! – recitativo (Atalanta, Elviro, Arsamene, Romilda) - No, se tu mi sprezzi, morir non vuo – arietta (Atalanta) - Ecco in segno di fe la destra amica! – recitativo (Romilda, Elviro, Arsamene, Serse) - Per rendermi beato parto, vezzose stelle – ária (Serse) - Ubbidiro al mio Re? – recitativo (Arsamene, Romilda) - Amor, tiranno Amor, per me non hai pieta – ária (Arsamene) - Come gia vi accennammo – recitativo (Serse, Ariodate) - Del ciel d’amore sorte si bella – ária (Ariodate) - Il suo serto rifiuto – recitativo (Romilda) - Fermatevi, mia Sposa – recitativo (Serse, Romilda) - Prode guerrier… Signora… A me venite! – recitativo (Romilda, Amastre) - Cagion son io del mio dolore – ária (Amastre) - Romilda infida, e di me pensa ancora? – recitativo (Arsamene, Romilda) - Troppo oltraggi la mia fede, alma fiera, core ingrato – duett (Romilda, Arsamene) - Cio che Giove destino (kórus) - Ecco lo sposo! – recitativo (Ariodate, Arsamene, Romilda) - Chi infelice si trovo (kórus) - Sene viene Ariodate – recitativo (Serse, Ariodate) - Crude furie degl’orridi abissi, aspergetemi – ária (Serse) - Perfidi! e ancor osate – recitativo (Serse, Ariodate, Arsamene, Romilda, Amastre, Elviro, Atalanta) - Caro voi siete all’alma – ária (Romilda) - Ritorna a noi la calma, riede la gioja al cor (kórus) |

## Hangfelvételek
- Serse – Anne Sofie von Otter, Atalanta – Sandrine Piau, Romilda – Elizabeth Norberg-Schulz , Arsamene – Lawrence Zazzo, Amastris – Silvia Tro Santafe, Elviro – Antonio Abete. Közreműködik: a Chœurs et Orchestre des Arts Florissants, vezényel: William Christie. Kiadó: 2010 Virgin, 6407082. 3 CD
- Xerxész – Ann Murray, Atalanta – Lesley Garrett, Romilda – Valerie Masterson, Arsamene – Christopher Robson, Amastris – Jean Rigby, Ariodate – Rodney Macann, Elviro – Christopher Booth-Jones. Közreműködik: az English National Opera zenekara, vezényel: Charles Mackerras. A felvétel helye és ideje: English National Opera, 1988. Kiadó: Arthaus Musik, 100077. DVD

## Fordítás
Ez a szócikk részben vagy egészben  a   Serse című angol Wikipédia-szócikk ezen változatának fordításán alapul.  Az eredeti cikk szerkesztőit annak laptörténete sorolja fel. Ez a jelzés csupán a megfogalmazás eredetét és a szerzői jogokat jelzi, nem szolgál a cikkben szereplő információk forrásmegjelöléseként.